# Dịch Thiệu
Dịch Thiệu (chữ Hán: 奕紹; 26 tháng 6 năm 1776 - 28 tháng 11 năm 1836), Ái Tân Giác La, là một nhân vật Hoàng thất của nhà Thanh trong lịch sử Trung Quốc.

## Cuộc đời
Dịch Thiệu được sinh ra vào giờ Dần, ngày 11 tháng 5 (âm lịch) năm Càn Long thứ 41 (1776), trong gia tộc Ái Tân Giác La. Ông là con trai thứ hai của Định Cung Thân vương Miên Ân, mẹ ông là Trắc Phúc tấn Vưu Giai thị (尤佳氏).

### Thời Gia Khánh
Năm Gia Khánh thứ 4 (1799), tháng giêng, ông được phong tước Bất nhập Bát phân Phụ quốc công (不入八分輔國公), thụ chức Tán trật đại thần thượng hành tẩu. Đến tháng 5 năm thứ 5 (1800), ông nhậm chức Tương Hồng kỳ Hộ quân Thống lĩnh. Tháng 12 năm thứ 7 (1802), ông được thăng tước Phụng ân Phụ quốc công (奉恩輔國公). 3 tháng sau lại tấn thăng làm Bối tử (貝子). Tháng 7 cùng năm, ông nhậm chức Đô thống Mông Cổ Tương Hoàng kỳ. Tháng 9 điều làm Đô thống Hán quân Tương Hoàng kỳ.
Tháng 7 năm thứ 9 (1804), ông được điều làm Chính Hoàng kỳ Hộ quân Thống lĩnh. Đến tháng 9 năm thứ 10 (1805), lại điều sang Tương Hoàng kỳ. Tháng 8 năm thứ 11 (1806), ông nhậm chức Hữu quân Tiên phong Thống lĩnh. Cuối năm thứ 14 (1809), ông lần lượt quản lý sự vụ Tương Hoàng kỳ Giác La họ và nhậm chức Đô thống Mông Cổ Tương Bạch kỳ. Đến tháng 6 năm thứ 15 (1810), ông được bổ nhiệm làm Hữu tông nhân (右宗人) của Tông Nhân phủ. Tháng 9 năm thứ 18 (1813), ông đứng vào hàng ngũ Nội đại thần (內大臣). Năm sau (1814), ông lần lượt được điều làm Đô thống của Hán quân Chính Lam kỳ và Mãn Châu Tương Hồng kỳ. Đến tháng 9 năm thứ 20 (1815), ông nhậm chức Tổng lý Hành dinh đại thần (總理行營大臣).
Năm thứ 21 (1816), tháng giêng, ông phụng chỉ ở Càn Thanh môn hành tẩu, thụ Chính Hoàng kỳ Lĩnh Thị vệ Nội đại thần, Loan nghi vệ Chưởng sự Đại thần (銮仪卫掌卫事大臣). Tháng 9 cùng năm, quản lý sự Khâm Thiên giám Toán học (欽天監算學事務). Tháng 12 thụ Sùng Văn môn Chính Giám sát (崇文門正監督). Tháng 11 năm sau (1817), ông được điều làm Tả tông nhân (左宗人). Năm thứ 24 (1819), tháng giêng, ông được tấn phong làm Bối lặc (貝勒). Tháng 4 cùng năm, nhậm Tương Hoàng kỳ Lĩnh Thị vệ Nội đại thần, Ngự tiền đại thần (御前大臣), Duyệt binh đại thần (閱兵大臣). Tháng 5 thụ Tông Nhân phủ Hữu tông chính (宗人府右宗正). Đến tháng 9, ông bị cách hết chức vị. Năm thứ 25 (1820), tháng 10, sau khi Đạo Quang Đế kế vị, ông lại nhậm Đô thống Hán quân Tương Hoàng kỳ.

### Thời Đạo Quang
Năm Đạo Quang nguyên niên (1821), tháng 4, quản lý sự vụ Kiện duệ doanh. Tháng 8, ông được giao cho quản lý sự vụ Khâm thiên giám. Năm thứ 2 (1822), tháng giêng, quản lý sự vụ Võ Bị điện, chuyển làm Đô thống Mông Cổ Chính Hồng kỳ. Tháng 2, ông được bổ nhiệm làm Tổng lý hành doanh Đại thần. Tháng 6 cùng năm, phụ thân ông qua đời, ông được tập tước Định Thân vương (定親王) đời thứ 4, vẫn được thừa tập tước Thân vương. Tháng 9, ông phụng chỉ ở Nội đình hành tẩu. Tháng 11 thụ Chính Bạch kỳ Lĩnh Thị vệ Nội đại thần, quản lý sự vụ Nhạc bộ (樂部). Năm thứ 5 (1825), tháng 7, chuyển làm Tương Hoàng kỳ Lĩnh Thị vệ Nội đại thần, quản lý sự vụ Hỏa khí doanh. Năm thứ 6 (1826), tháng 11, nhậm Ngọc Điệp quán Tổng tài (玉牒館總裁). Năm thứ 7 (1827), tháng 7, nhậm Đô thống Mãn Châu Tương Hoàng kỳ. Tháng 10 cùng năm, thụ Tông Nhân phủ Tông lệnh (宗人府宗令). Năm thứ 12 (1832), tháng 12, thụ chức Thập ngũ Thiện xạ đại thần (十五善射大臣). Năm thứ 16 (1836), ngày 20 tháng 10 (âm lịch), giờ Tỵ, ông qua đời, thọ 61 tuổi, được truy thụy Định Đoan Thân vương (定端親王).

## Gia quyến

### Thê thiếp
- Đích Phúc tấn: Nguyên phối: Y Nhĩ Căn Giác La thị (伊爾根覺羅氏), con gái của Chủ sự Thái Luân (太倫).
- Kế thất: Dương Giai thị (楊佳氏), con gái của Tuần phủ Dương Khuê (楊奎).
- Trắc Phúc tấn: Lý Giai thị (李佳氏), con gái của Ân Lạt Mã (恩喇瑪).
- Thứ thiếp: Triệu thị (趙氏), con gái của Triệu Lộc (趙祿).

### Con trai
1. Tái Thuyên (載銓; 1794 - 1854), mẹ là Trắc Phúc tấn Lý Giai thị. Năm 1836 được tập tước Định Thân vương. Sau khi qua đời được truy thụy Định Mẫn Thân vương (定敏親王). Có một con trai thừa tự.
2. Tái Giả (載鍺; 1806 - 1808), mẹ là Thứ thiếp Triệu thị. Chết yểu.